# Tính toán dự báo đạt được
Tính toán dự báo đạt được định kỳ (ví dụ hàng tháng) cung cấp khả năng hiển thị cho thành tựu chung của kế hoạch và tổng thành kiến kinh doanh.  Khoảng thời gian của hoạt động vận chuyển nên được so sánh với dự báo được đặt cho khoảng thời gian một số ngày / tháng cụ thể trước khi gọi là Lag.  Lag được dựa trên thời gian giao hàng từ vị trí đặt hàng đến giao hàng.  Ví dụ: nếu thời gian chờ của một đơn hàng là 3 tháng, thì ảnh chụp dự báo sẽ là Lag 3 tháng (Lag 3).
{\displaystyle ForecastAttainment={\frac {\sum (TotalShipmentsFortheTimePeriod)}{\sum (TotalForecastFortheTimePeriodasoftheLagSnapshot)}}}>

## Sử dụng
Được sử dụng cùng với độ chính xác dự báo và độ lệch dự báo để có cái nhìn đầy đủ về tác động của lỗi dự báo đối với hoạt động.
- Dự báo Thành tích được sử dụng để đánh giá thành tựu chung của kế hoạch cung hoặc cầu và xác định sai lệch cấp cao nhất của kế hoạch
- Độ chính xác của dự báo có trọng số (WFA) hoặc MAPE được sử dụng để đo lường sức khỏe của người dùng trong các sản phẩm của dự báo
- Xu hướng dự báo được sử dụng để đo lường xu hướng của đơn vị hàng tồn kho (SKU) liên tục theo hoặc vượt dự báo

## Giải thích bằng ví dụ
Khi được sử dụng trong cuộc họp Lập kế hoạch bán hàng và vận hành, kết quả đạt được dự báo cần được xem xét và thực hiện hành động thích hợp:
- Việc nhất quán trong việc đạt được các dự báo có thể dẫn đến việc hết hàng hoặc các vấn đề dịch vụ nếu các hoạt động không có khả năng hoặc sự nhanh nhẹn để đáp ứng với việc đạt được.
- Phù hợp với việc đạt được các dự báo có thể có khả năng dẫn đến hàng tồn kho dư thừa và lỗi thời.  Nhanh nhẹn kinh doanh là cần thiết để ngăn chặn hoặc làm chậm cung.